# Кирјер
Кирјер (фр. Curières) насеље је и општина у јужној Француској у региону Миди Пирене, у департману Аверон која припада префектури Родез.
По подацима из 2011. године у општини је живело 223 становника, а густина насељености је износила 6,18 становника/km². Општина се простире на површини од 36,06 km². Налази се на средњој надморској висини од 943 метара (максималној 1.404 m, а минималној 635 m).

## Демографија
| 1962. | 1968. | 1975. | 1982. | 1990. | 1999. | 2011. |
| ----- | ----- | ----- | ----- | ----- | ----- | ----- |
| 334   | 371   | 323   | 277   | 285   | 264   | 223   |

График промене броја становника у току последњих година